# Châu Phú (huyện)
Châu Phú là một huyện thuộc tỉnh An Giang, Việt Nam.

## Địa lý
Huyện Châu Phú nằm ở khu vực trung tâm của tỉnh An Giang, có vị trí địa lý:
- Phía đông giáp huyện Phú Tân và huyện Chợ Mới
- Phía tây giáp thị xã Tịnh Biên
- Phía nam giáp huyện Châu Thành
- Phía bắc giáp thành phố Châu Đốc.

Huyện lỵ của huyện là thị trấn Cái Dầu, cách thành phố Long Xuyên 33 km về phía bắc và cách thành phố Châu Đốc 22 km về phía nam. Huyện có diện tích tự nhiên 425,7 km², trên địa bàn huyện có nhiều kinh rạch dẫn nước vào đồng như: rạch Thầy Phó, rạch Hóa Cù, kinh xáng Cây Dương (Bình Mỹ), rạch Phù Dật, rạch Voi (Cái Dầu), kinh xáng Vịnh Tre (Vĩnh Thạnh Trung), kinh Cần Thảo, kinh Đào (Mỹ Đức)...

### Dân số
Tính đến ngày 1 tháng 4 năm 2019, dân số của huyện là 206.676 người, mật độ dân số đạt 485 người/km². Trong đó dân số nam là 102.793 người, nữ là 103.883 người. So với thời điểm năm 2009, dân số huyện Châu Phú đã giảm đi gần 38.500 người.
| Năm  | Số dân (người) |
| ---- | -------------- |
| 1901 | 11.225         |
| 1970 | 78.866         |
| 1976 | 158.752        |
| 1979 | 181.617        |
| 1990 | 210.882        |
| 1999 | 234.924        |
| 2009 | 246.296        |
| 2019 | 206.676        |

## Lịch sử
Huyện Châu Phú có nhiều di tích lịch sử. Tại đây có vị anh hùng dân tộc Trần Văn Thành, thủ lĩnh cuộc khởi nghĩa Bảy Thưa. Dân chúng đa số theo đạo Hòa Hảo, mỗi nhà thường có ảnh thờ Huỳnh Phú Sổ, là Giáo chủ của đạo.

### Thời phong kiến
Châu Phú xưa bao gồm cả thành phố Châu Đốc ngày nay, là vùng đất hoang vu ngập nước, rừng rậm, nhiều thú dữ thuộc đạo Châu Đốc của dinh Long Hồ. Thời vua Gia Long, Châu Phú thuộc huyện Vĩnh Định của trấn Vĩnh Thanh.
Cho đến giữa thế kỷ 18, vùng Châu Phú chỉ có rải rác vài nhóm lưu dân người Việt sinh sống ở ven bờ, cồn bãi sông Hậu. Bên cạnh người Việt, người Hoa, còn có số người Chăm đến định cư lập làng ở vùng ngang chợ Châu Đốc (Châu Giang, tức Phú Hiệp ngày nay), ở cù lao Cổ Tầm Bon (Khánh Hòa ngày nay). Số dân này tổ chức thành từng đội có quan hiệp quản cầm đầu.
Năm 1783 ông Dương Văn Hóa nên khai khẩn cù lao Năng Gù lập thôn đặt tên Bình Lâm (nay là Bình Thủy) một trong những nơi được khai phá đầu tiên trên địa bàn huyện, ông cũng lập Đình Bình Lâm vào năm này nay là Di tích kiến trúc nghệ thuật Đình Bình Thủy.
Thời Gia Long trên địa bàn châu Châu Phú ngày nay có ba thôn theo tứ tự từ Bắc xuống Nam gồm: Bình Thạnh Tây, Bình Trung, Bình Lâm. Thời Minh Mạng có bốn thôn: Mỹ Đức (thôn mới), Vĩnh Thạnh Trung (Bình Thạnh Tây cũ), Bình Mỹ (Bình Trung cũ), Bình Lâm. Ngoài ra còn cón các thôn mà ngày nay không còn nằm trên địa bàn Châu Phú. Châu Phú lúc này là một tổng của huyện Tây Xuyên, phủ Tuy Biên, tỉnh An Giang. Phủ trị và huyện trị đặt tại thôn Mỹ Đức.

### Thời Pháp thuộc

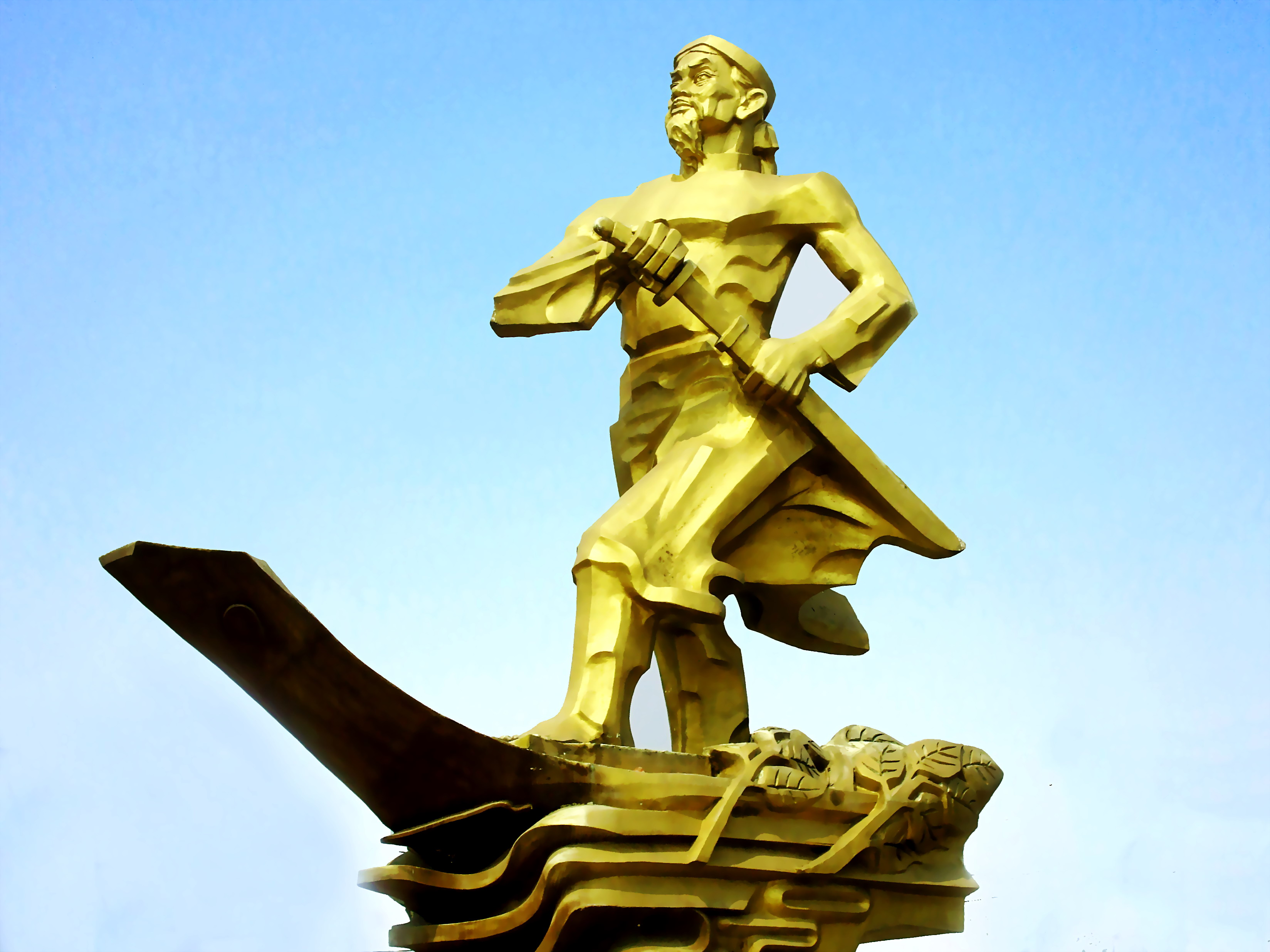
Tượng đài Quản cơ Thành tại thị trấn Cái Dầu

Năm 1867, sau khi chiếm toàn bộ Nam Kỳ, thực dân Pháp chia tỉnh An Giang thành nhiều khu vực gọi là hạt tham biện. Châu Phú thuộc hạt tham biện Châu Đốc. Từ năm 1867 đến 1873, Quản cơ Trần Văn Thành tập hợp nghĩa binh tại Láng Linh - Bảy Thưa để chống Pháp. Hiện đền thờ ông tọa lạc tại xã Thạnh Mỹ Tây, bên bờ kênh xáng Vịnh Tre.
Năm 1899, Pháp bỏ hạt lập tỉnh, vùng đất này thuộc quận Châu Thành, tỉnh Châu Đốc. Năm 1917, huyện Châu Phú ngày nay tương ứng với các xã Bình Long, Bình Mỹ, Khánh Hoà, Thạnh Mỹ Tây, Vĩnh Thạnh Trung của tổng An Lương và các xã Mỹ Đức, Châu Phú của tổng Châu Phú, quận Châu Thành, tỉnh Châu Đốc, bao gồm cả phần đất của thành phố Châu Đốc bây giờ.
Năm 1919, quận Châu Thành đổi thành quận Châu Phú thuộc tỉnh Châu Đốc. Tuy nhiên năm 1939 lại đổi về tên quận Châu Thành như cũ. Quận lỵ đặt tại làng Châu Phú thuộc tổng Châu Phú. Thời Pháp thuộc, làng Châu Phú vừa đóng vai trò là quận lỵ quận Châu Thành và là tỉnh lỵ tỉnh Châu Đốc.
Sau Cách mạng tháng Tám (1945), huyện Châu Phú vẫn thuộc tỉnh Châu Đốc. Năm 1948 huyện Châu Phú chia làm hai huyện: huyện Châu Phú A thuộc tỉnh Long Châu Hậu và huyện Châu Phú B (nay là huyện An Phú) thuộc tỉnh Long Châu Tiền. Năm 1950 huyện Châu Phú A thuộc tỉnh Long Châu Hà. Năm 1951 huyện Châu Phú B thuộc tỉnh Long Châu Sa. Năm 1954 huyện Châu Phú trở lại tên cũ là huyện Châu Thành thuộc tỉnh Châu Đốc.

### Giai đoạn 1956-1975
Ngày 22 tháng 10 năm 1956, chính quyền Việt Nam Cộng Hòa thành lập tỉnh An Giang trên cơ sở hợp nhất hai tỉnh Châu Đốc và Long Xuyên trước đó. Cũng sau năm 1956, các làng gọi là xã.
Lúc này ở vùng đất cả hai tỉnh Long Xuyên và Châu Đốc trước đó đều có quận Châu Thành cả. Tuy nhiên, do tỉnh lỵ tỉnh An Giang có tên là "Long Xuyên" và được đặt ở quận Châu Thành thuộc tỉnh Long Xuyên cũ, cho nên quận Châu Thành thuộc tỉnh Châu Đốc cũ được đổi tên là quận Châu Phú như ở giai đoạn 1919-1939. Quận lỵ Châu Phú đặt tại xã Châu Phú thuộc tổng Châu Phú.
Ngày 24 tháng 4 năm 1957, quận Châu Phú thuộc tỉnh An Giang, gồm 3 tổng (Châu Phú, An Phú, An Lương) với 27 xã. Ngày 6 tháng 8 năm 1957, tách một phần phía bắc quận Châu Phú để thành lập quận An Phú bao gồm tổng An Phú với 9 xã và 4 xã của tổng Châu Phú là Đa Phước, Vĩnh Hậu, Vĩnh Phong, Vĩnh Trường. Quận Châu Phú còn lại 2 tổng với 14 xã:
- Tổng Châu Phú gồm 5 xã: Châu Giang, Châu Phú, Mỹ Đức, Vĩnh Ngươn, Vĩnh Tế
- Tổng An Lương gồm 9 xã: Bình Long, Bình Mỹ, Bình Thạnh Đông, Hoà Lạc, Hiệp Xương, Hưng Nhơn, Khánh Hoà, Thạnh Mỹ Tây, Vĩnh Thạnh Trung.

Ngày 8 tháng 9 năm 1964, chính quyền Việt Nam Cộng hòa quyết định tái lập tỉnh Châu Đốc. Quận Châu Phú trở lại thuộc tỉnh Châu Đốc cho đến năm 1975. Sau năm 1965, tất cả các tổng đều bị giải thể. Lúc bấy giờ, xã Châu Phú thuộc quận Châu Phú vừa đóng vai trò là quận lỵ quận Châu Phú và đồng thời cũng là tỉnh lỵ tỉnh Châu Đốc trong giai đoạn 1964-1975. Tỉnh lỵ tỉnh Châu Đốc khi đó lại có tên là "Thị xã Châu Phú", do nằm trong khu vực xã Châu Phú, quận Châu Phú.
Năm 1957, chính quyền Cách mạng cũng đặt huyện Châu Phú thuộc tỉnh An Giang, giống như sự phân chia của chính quyền Việt Nam Cộng hòa. Giữa năm 1966, tách xã Châu Phú ra khỏi huyện Châu Phú để thành lập thị xã Châu Đốc trực thuộc tỉnh An Giang.
Trong giai đoạn 1964-1971, địa bàn tỉnh Châu Đốc của chính quyền Việt Nam Cộng hòa vẫn do tỉnh An Giang của chính quyền Cách mạng quản lý. Chính vì vậy, trong giai đoạn này chính quyền Cách mạng vẫn đặt huyện Châu Phú và thị xã Châu Đốc cùng thuộc tỉnh An Giang.
Tháng 12 năm 1968, chính quyền Cách mạng lại điều chỉnh hành chính trong tỉnh An Giang như sau: huyện Châu Phú cắt 5 xã là Châu Giang, Hưng Nhơn, Hiệp Xương, Bình Thạnh Đông và Hoà Lạc nhập với 4 xã Long Sơn, Phú Lâm, Phú An, Hoà Hảo của huyện Tân Châu để thành lập huyện Phú Tân.
Năm 1971, Trung ương Cục miền Nam quyết định thành lập tỉnh Châu Hà, tách ra từ tỉnh An Giang, trên phần đất tỉnh Châu Đốc và tỉnh Hà Tiên trước năm 1956. Lúc này, huyện Châu Phú vẫn thuộc về tỉnh An Giang. Tháng 5 năm 1974, huyện Châu Phú thuộc tỉnh Long Châu Hà.

### Sau năm 1975
Sau ngày 30 tháng 4 năm 1975, chính quyền quân quản Cộng hòa miền Nam Việt Nam ban đầu vẫn đặt huyện Châu Phú trực thuộc tỉnh Long Châu Hà.
Đầu năm 1976, huyện Châu Phú trở lại thuộc tỉnh An Giang, ban đầu gồm 8 xã: Vĩnh Nguơn, Vĩnh Tế, Mỹ Đức, Khánh Hoà, Vĩnh Thạnh Trung, Thạnh Mỹ Tây, Bình Long và Bình Mỹ.
Ngày 27 tháng 1 năm 1977, sáp nhập xã Vĩnh Nguơn vào thị xã Châu Đốc theo Quyết định số 199/TC.UB của Ủy ban nhân dân tỉnh An Giang.
Ngày 25 tháng 4 năm 1979, Hội đồng Chính phủ ban hành Quyết định số 181-CP điều chỉnh địa giới và đổi tên một số xã và thị trấn thuộc tỉnh An Giang, theo đó:
- Tách các ấp Bình Nghĩa, Bình Hòa 1 của xã Bình Long, ấp Vĩnh Tiền, ấp Vĩnh Quới của xã Vĩnh Thạnh Trung lập thành thị trấn Cái Dầu.
- Tách các ấp Mỹ Thiện 1, Mỹ Thiện 2 của xã Mỹ Đức và ấp Vĩnh Hòa của xã Vĩnh Thạnh Trung lập thành xã Mỹ Phú.
- Tách gần trọn ấp Vĩnh Bình của xã Vĩnh Thạnh Trung và một phần nhỏ ấp Mỹ Hòa của xã Mỹ Đức lập thành xã Ô Long Vĩ.
- Tách các ấp Bình Chánh, Bình An của xã Bình Long và một nửa ấp Bình Chơn của xã Bình Mỹ lập thành xã Bình Phú.
- Tách ấp Bình Chánh và nửa ấp Bình Chơn của xã Bình Mỹ lập thành xã Bình Chánh.
- Sáp nhập ấp Mỹ Thuận 2 của xã Mỹ Đức vào xã Vĩnh Thạnh Trung.
- Sáp nhập một phần ấp Vĩnh Bình của xã Vĩnh Thạnh Trung vào xã Mỹ Đức.
- Sáp nhập ấp Bình An, ấp Thạnh Lợi của xã Thạnh Mỹ Tây vào xã Vĩnh Thạnh Trung.
- Sáp nhập một phần ấp Bình An của xã Bình Long vào xã Thạnh Mỹ Tây.
- Sáp nhập một phần ấp Bình Chánh của xã Bình Mỹ vào xã Bình Long.
- Tách một phần diện tích, dân số của của xã Mỹ Đức sáp nhập vào thị xã Châu Đốc để thành lập xã Vĩnh Mỹ thuộc thị xã Châu Đốc.

Ngày 23 tháng 8 năm 1979, Hội đồng Chính phủ ban hành Quyết định số 300-CP về việc điều chỉnh địa giới một số huyện và thị xã thuộc tỉnh An Giang, theo đó:
- Sáp nhập xã Bình Thủy của huyện Châu Thành vào huyện Châu Phú.
- Sáp nhập xã Vĩnh Tế vào thị xã Châu Đốc.

Ngày 12 tháng 1 năm 1984, Hội đồng Bộ trưởng ban hành Quyết định số 8-HĐBT. Theo đó:
- Thành lập xã Đào Hữu Cảnh trên cơ sở tách các ấp Hưng Thới, Hưng Thuận, Hưng Trung và ấp Long Châu 4 của xã Thạnh Mỹ Tây.
- Sáp nhập một phần ấp Vĩnh Bình của xã Vĩnh Thạnh Trung vào xã Thạnh Mỹ Tây.

Ngày 9 tháng 12 năm 2020, Ủy ban Thường vụ Quốc hội ban hành Nghị quyết 1107/NQ-UBTVQH14 thành lập thị trấn Vĩnh Thạnh Trung trên cơ sở toàn bộ diện tích và dân số của xã Vĩnh Thạnh Trung (nghị quyết có hiệu lực từ ngày 1 tháng 2 năm 2021). Huyện Châu Phú có 2 thị trấn và 11 xã trực thuộc như hiện nay.
Ngày 29 tháng 4 năm 2022, Bộ Xây dựng ban hành Quyết định số 354/QĐ-BXD về việc công nhận thị trấn Cái Dầu mở rộng (bao gồm thị trấn Cái Dầu và hai xã Bình Long, Bình Mỹ) là đô thị loại IV.

## Hành chính
Ngày nay, huyện Châu Phú có 13 đơn vị hành chính cấp xã trực thuộc, bao gồm 2 thị trấn: Cái Dầu (huyện lỵ), Vĩnh Thạnh Trung và 11 xã: Bình Long, Bình Mỹ, Bình Chánh, Bình Phú, Bình Thủy, Đào Hữu Cảnh, Khánh Hòa, Mỹ Đức, Mỹ Phú, Ô Long Vĩ, Thạnh Mỹ Tây được chia thành 100 khóm - ấp.
| TT. Vĩnh Thạnh Trung TT. Cái Dầu X. Ô Long Vĩ X. Mỹ Đức X. Mỹ Phú X. Khánh Hòa X. Đào Hữu Cảnh X. Thạnh Mỹ Tây X. Bình Phú X. Bình Long X. Bình Chánh X. Bình Mỹ X. Bình Thủy H. Phú Tân H. Chợ Mới H. Châu Thành H. Tri Tôn TX. Tịnh Biên TP. Châu Đốc Bản đồ hành chính huyện Châu Phú, tỉnh An Giang |

| Đơn vị hành chính cấp xã                                       | Thị trấn Cái Dầu | Thị trấn Vĩnh Thạnh Trung | Xã Bình Chánh | Xã Bình Long | Xã Bình Mỹ | Xã Bình Phú | Xã Bình Thủy | Xã Đào Hữu Cảnh | Xã Khánh Hòa | Xã Mỹ Đức | Xã Mỹ Phú | Xã Ô Long Vĩ | Xã Thạnh Mỹ Tây |
| -------------------------------------------------------------- | ---------------- | ------------------------- | ------------- | ------------ | ---------- | ----------- | ------------ | --------------- | ------------ | --------- | --------- | ------------ | --------------- |
| Diện tích (km²)                                                | 6,37             | 28,53                     | 31,86         | 25,51        | 35,08      | 47,87       | 15,45        | 53,96           | 22,18        | 39,31     | 36,31     | 72,56        | 35,73           |
| Dân số (người)                                                 | 16.958           | 24.235                    | 8.174         | 15.100       | 20.587     | 7.399       | 15.111       | 11.351          | 22.560       | 19.685    | 17.641    | 10.504       | 17.371          |
| Mật độ dân số (người/km²)                                      | 2.662            | 849                       | 257           | 592          | 587        | 155         | 978          | 210             | 1.017        | 501       | 486       | 145          | 486             |
| Số đơn vị hành chính                                           | 6 khóm           | 12 khóm                   | 5 ấp          | 7 ấp         | 8 ấp       | 6 ấp        | 6 ấp         | 8 ấp            | 9 ấp         | 7 ấp      | 7 ấp      | 11 ấp        | 8 ấp            |
| Năm thành lập                                                  | 1979             | 2021                      | 1979          | 1979         | 1979       | 1979        | 1979         | 1984            | 1979         | 1979      | 1979      | 1979         | 1984            |
| Nguồn: Kết quả điều tra dân số và nhà ở tỉnh An Giang 1/4/2019 |                  |                           |               |              |            |             |              |                 |              |           |           |              |                 |

## Văn hóa

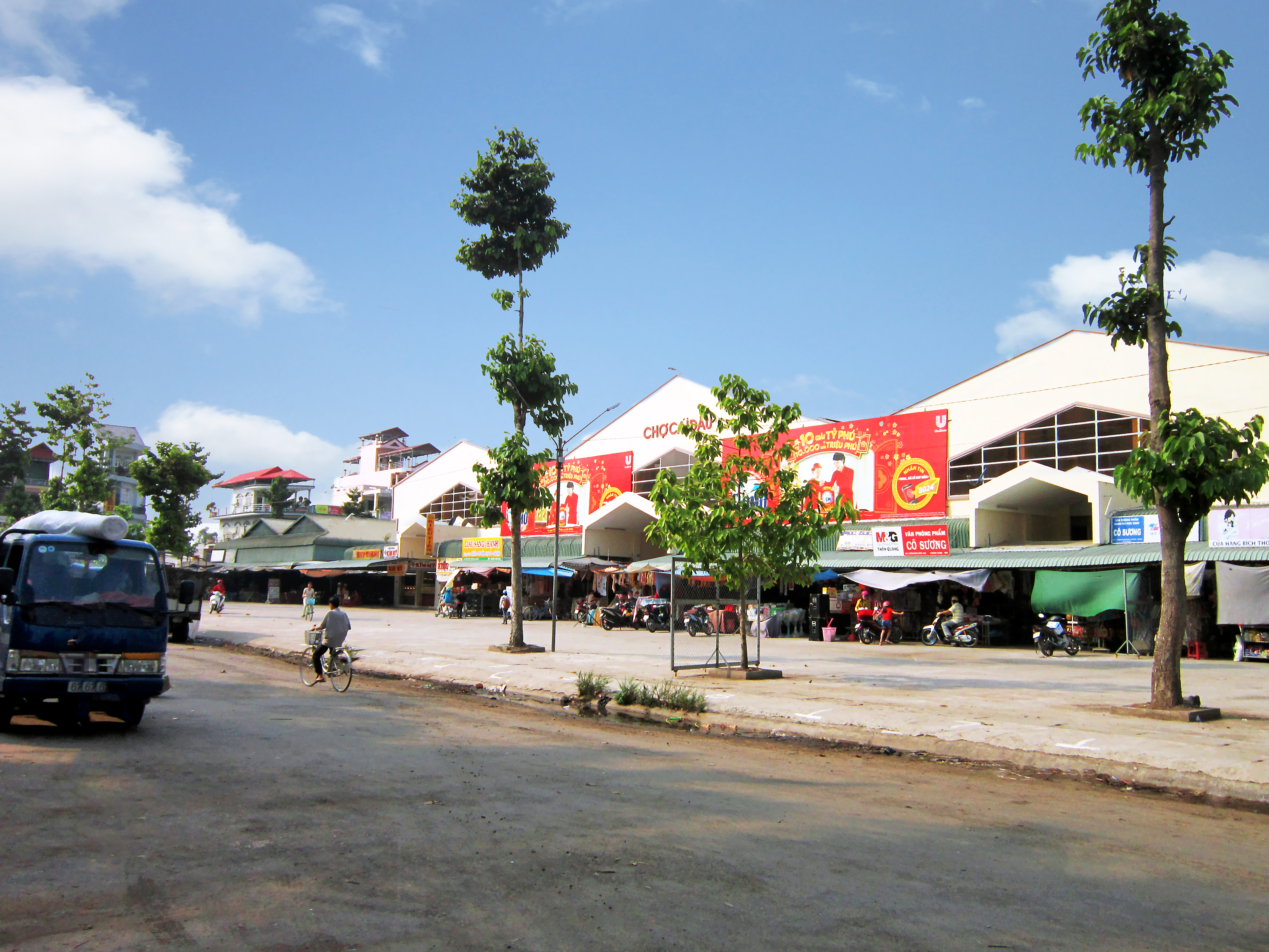
Chợ thị trấn Cái Dầu là chợ lớn nhất huyện

Nhiều lễ hội tại Châu Phú mang sắc thái dân tộc độc đáo như: lễ Kỳ Yên và đua thuyền đình thần đình Bình Thủy, lễ vía Quản cơ Trần Văn Thành. Châu Phú có nhiều món ẩm thực đa dạng, mang chậm bản chất làng quê như: Cá lóc nướng trui, Lẫu cháo Cá lóc rau đắng, khô cá tra phồng và ba sa.
Đặc biệt, sau mùa nước nổi (nước lũ ngập đồng), mọi ngõ ngách, mọi con kênh ở huyện cơ man nào là cá linh, cá thác lát, cá chốt, cá leo... dân chúng đánh bắt bằng chày lưới, gió cất, gió gạc, thả đáy... cá đầy ghe xuồng, ăn không hết phải phơi khô, làm mắm, nước mắm, những ai từng sống ở An Giang giờ tha hương không bao giờ quên mùa nước nổi.

## Di tích - Thắng cảnh

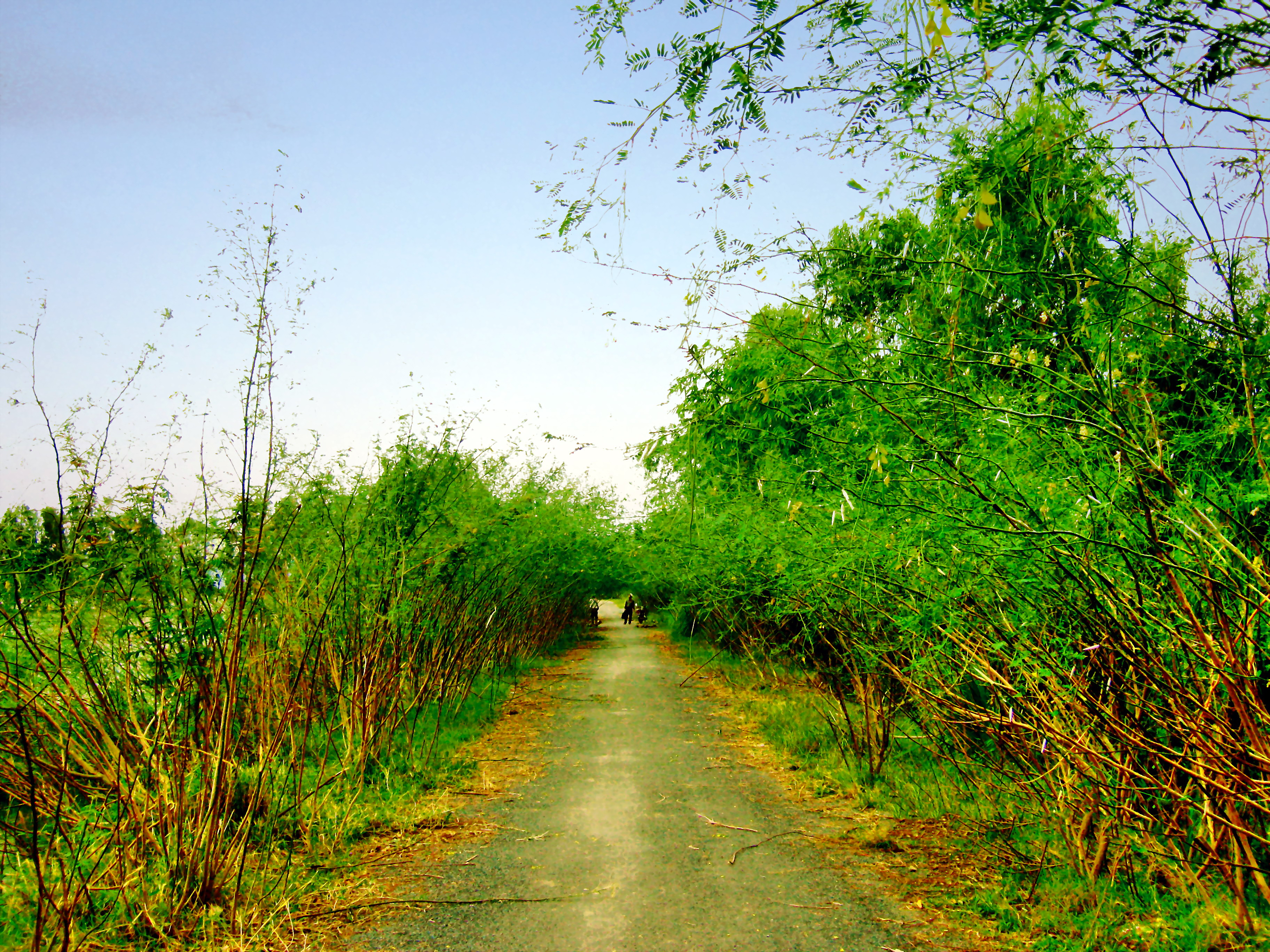
Điên điển trổ hoa ở Ô Long Vĩ

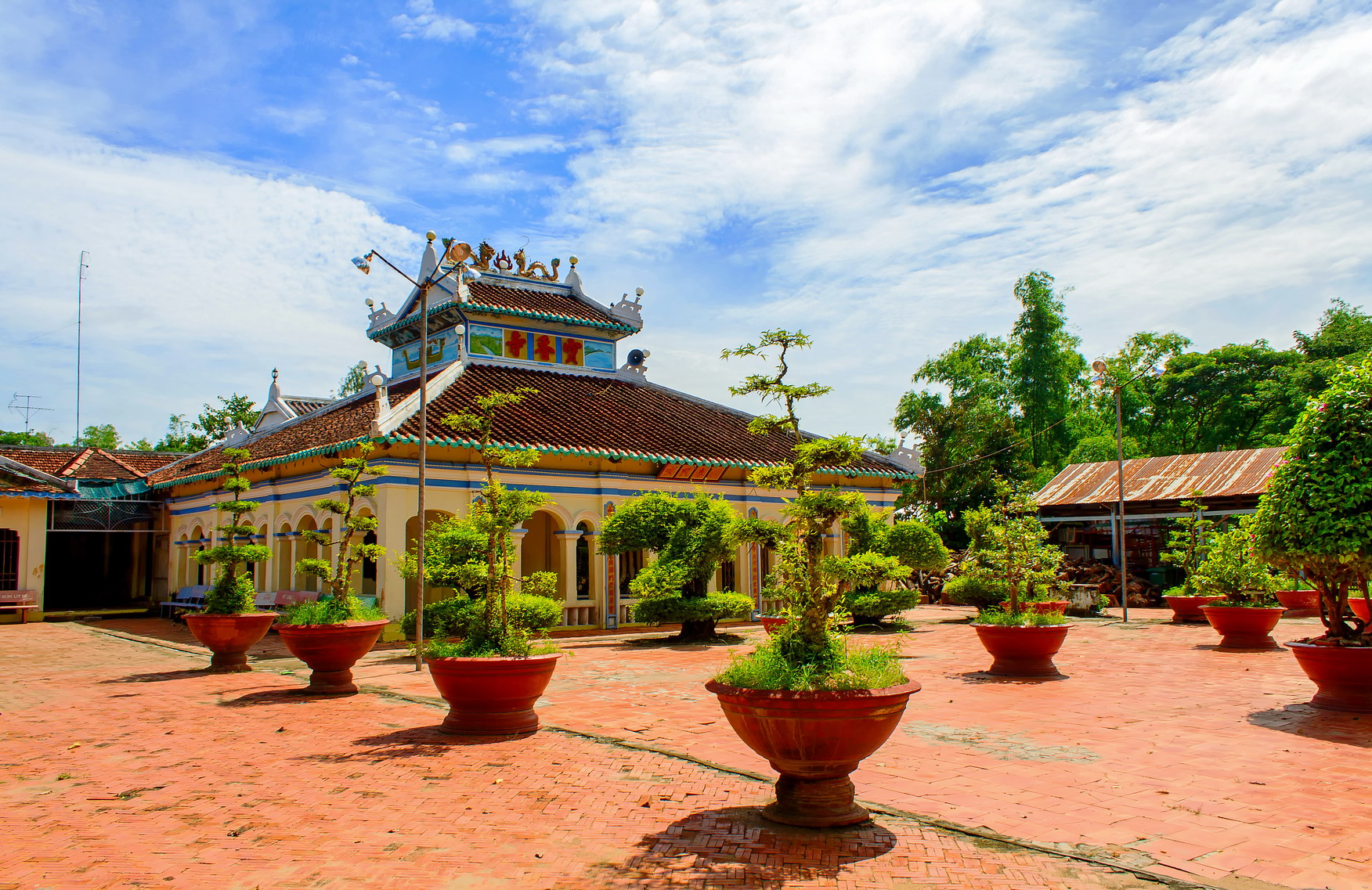
Bửu Hương tự - Đền thờ Quản cơ Trần Văn Thành (xã Thạnh Mỹ Tây)

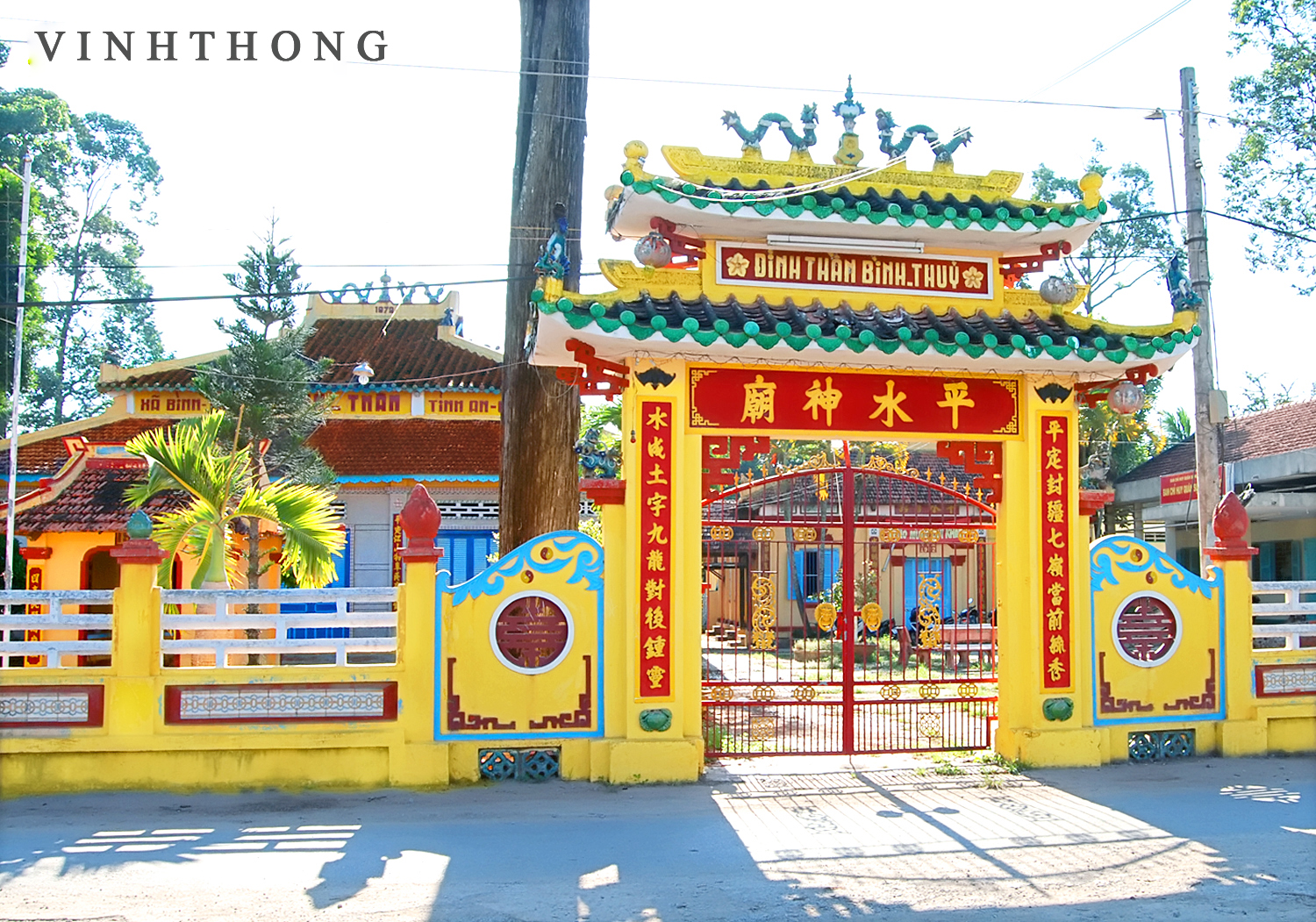
Đình thần Bình Thủy (xã Bình Thủy)

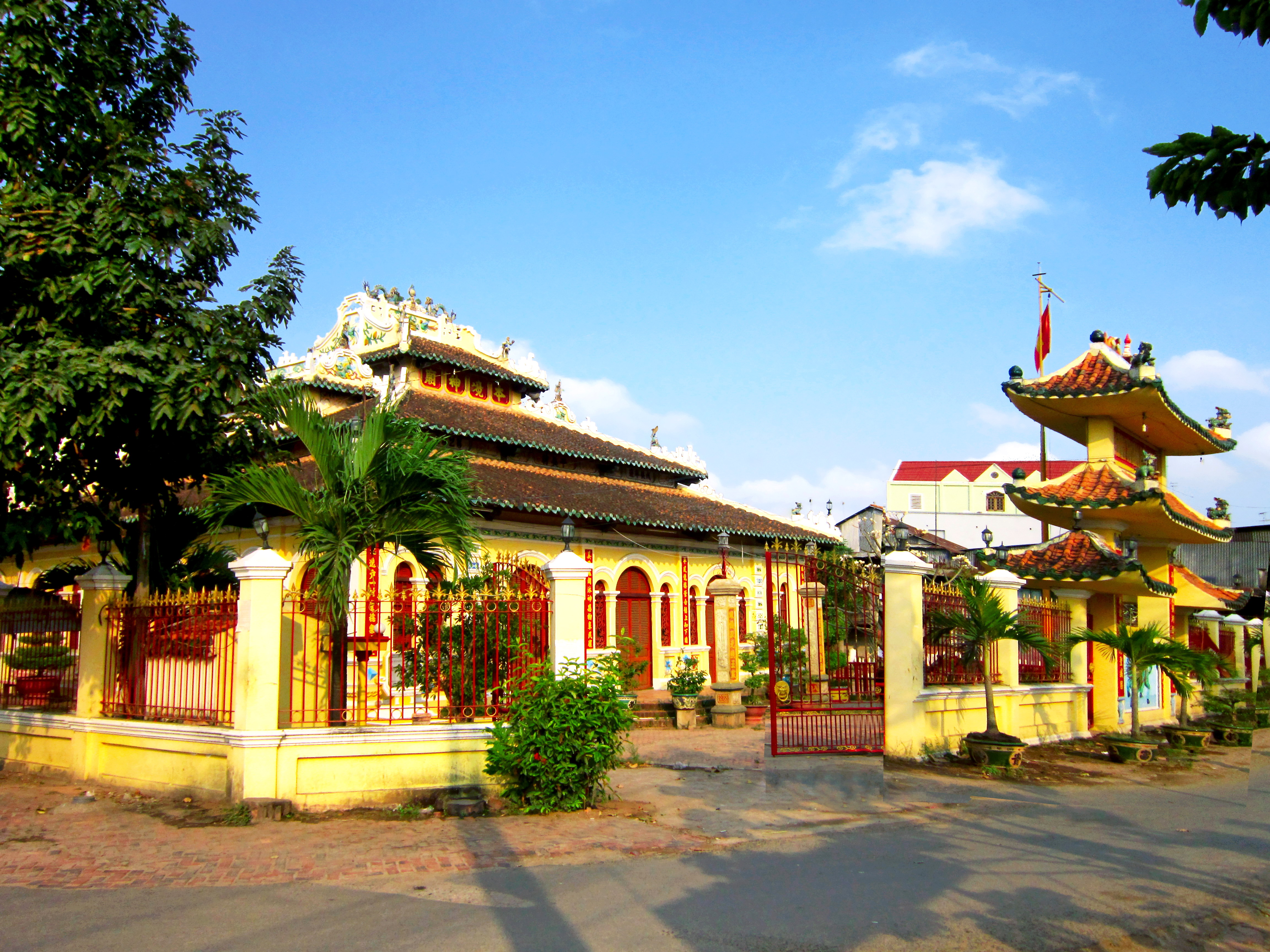
Đình thần Bình Mỹ (xã Bình Mỹ)

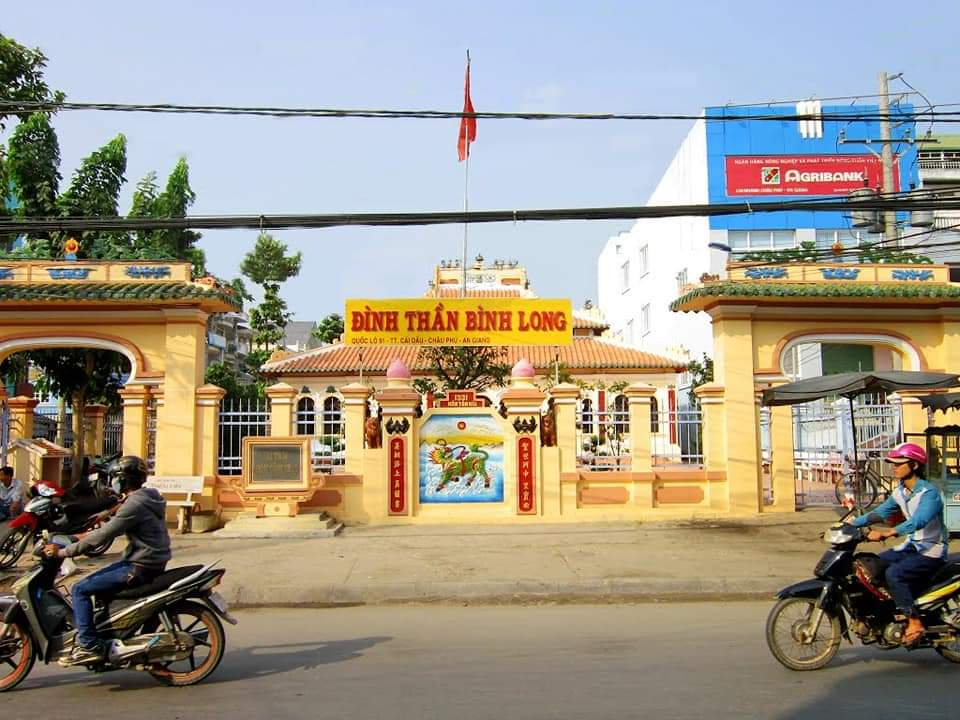
Đình thần Bình Long (thị trấn Cái Dầu)

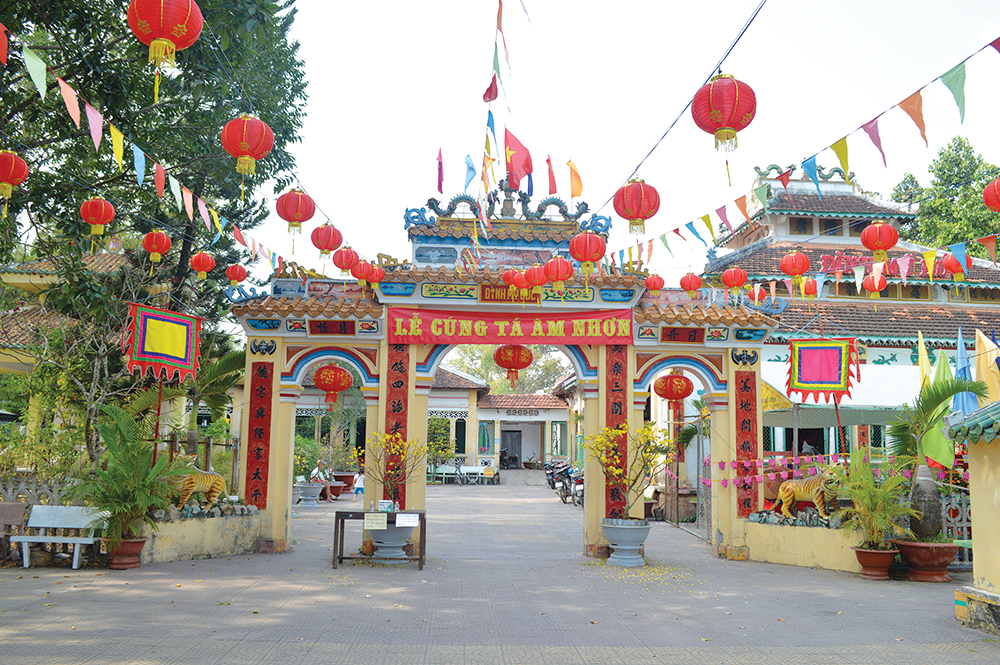
Đình thần Mỹ Đức (xã Mỹ Đức)

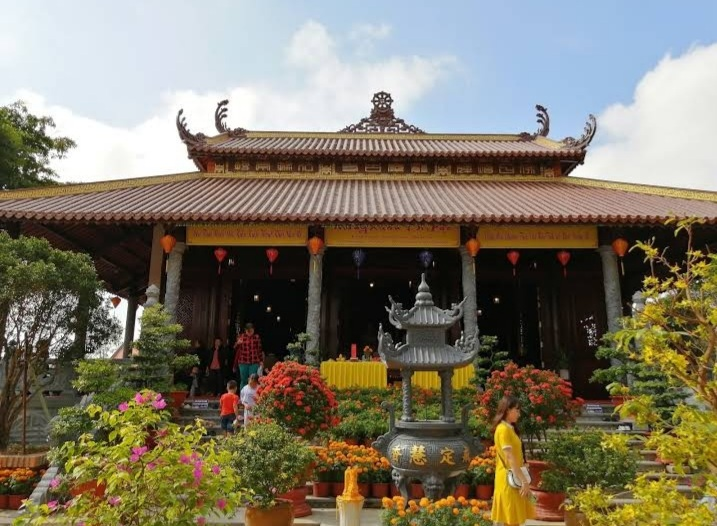
Chùa Long Khánh (xã Khánh Hòa)

## Giao thông

### Đường bộ
Có quốc lộ 91 và đường cao tốc Châu Đốc – Cần Thơ – Sóc Trăng đi qua.

### Đường thủy
Có sông Hậu chảy qua.